# Camila Kater
Camila Kater (São Paulo, 21 de abril de 1990) es una directora, guionista y animadora brasileña. Su cortometraje Carne le valió el mayor reconocimiento en premios y festivales del todo el mundo.

## Biografía
Camila Kater es licenciada en Ciencias de la Comunicación por la Universidad Estatal de Campinas (Unicamp). En 2012 obtuvo una beca, dentro del programa del gobierno brasileño Ciencia sin Fronteras, para estudiar Producción de Cine y Televisión en la universidad británica Anglia Ruskin, en Cambridge.
Sus trabajos son numerosos, tanto en cortos como en largometrajes de animación. Trabajó en produccions stop-motion como animadora, directora de arte y creadora de títeres en cortometrajes como Apple, The Trial, Flirt, Unspeakable. Participó en los largometrajes Voyagers of the Enchanted Forest y en Bob Spit, We Don't Like People, como asistente de arte y animación. 
Kater forma parte del Campinas Animation Film Center y es cofundadora y coordinadora de La Extraordinária Semana de Mostras Animadas (LESMA), en Brasil, que completó tres ediciones en Unicamp, con el apoyo de festivales como MONSTRA (Festival de Cine de Animación de Lisboa), ANIMAGE (Festival Internacional de Animación de Pernambuco) y Festival Internacional StopTrik (Eslovenia, Polonia).

### Carne (Flesh)
Carne fue su primer cortometraje y por el que recibió el mayor reconocimiento de su trabajo hasta la fecha. Carne, conocida a nivel internacional como Flesh está coproducida entre España ( Chelo Lourero, Abano Produccións) y Brasil (Livia Pérez, Doctela). La música la compuso Sofía Oriana Infante y el guion es de Camila Kater y Ana Julia Carvlheiro.  
La crítica dijo de Carne que es  un "Brillante ejemplo de documental animado y de lo estimulante que puede ser la perspectiva de género en el cine" y también, respecto a su contenido, "Carne celebra y explora la feminidad a través de las sucesivas etapas de la vida, además de presentar un nuevo examen sobre los perennes tabúes que pesan sobre las concepciones del cuerpo femenino". En Carne se cuenta la historia de cinco mujeres y su relación con el cuerpo, desde la infancia hasta la tercera edad.
Se estrenó en el Festival Internacional de Locarno de 2019 y a partir de ese momento fue seleccionada para más de 300 festivales de cine de todo el mundo, entre los que se encentran TIFF, IDFA, DOK Leipzig, AFI, Palm Springs ShortFest, Annecy y Tampere entre muchos otros. Recibió alrededor de 70 premios.
Carne estuvo en la lista de candidaturas a los Premios Goya de 2021 y está calificado para los Premios Óscar de 2021. Tras el anuncio de la posible candidatura, algunas cineastas y feministas a nivel internacional, entre las que se encuentran la directora  Isabel Coixet, la actriz brasileña Alicie Braga o la crítica de cine estadounidense B.Ruby Rich, han mostrado su apoyo al corto.

## Premios y reconocimientos
Carne recibió numerosos premios en todo el mundo, entre los que se destacan: la Mención Especial del Jurado Joven de la sección Pardi di domani en Locarno, el premio Mikeldi al Mejor Cortometraje Documental en ZINEBI (calificado para el Oscar), Mejor cortometraje europeo en SEMINCI, el Mejor Cortometraje de Animación en el Festival de La Habana, la Biznaga de Plata al Mejor Cortometraje Documental así como el Premio del Jurado del Festival de Cine de Ann Arbor 2020.